# Jan Klimek
Jan Klimek (ur. 12 czerwca 1952 w Chełmie Śląskim) – polski ekonomista, działacz gospodarczy, przedsiębiorca, polityk i nauczyciel akademicki, profesor nauk społecznych, poseł na Sejm III i IV kadencji, prezes Stronnictwa Demokratycznego w latach 1998–2002, prezes Związku Rzemiosła Polskiego.

## Życiorys
Ukończył studia na Akademii Ekonomicznej w Katowicach, następnie doktoryzował się w zakresie nauk ekonomicznych na Akademii Ekonomicznej we Wrocławiu. Ukończył Wyższą Szkołę Kulinarną we Francji. Uzyskał też stopień doktora habilitowanego. Został profesorem nadzwyczajnym Szkoły Głównej Handlowej w Warszawie. W 2020 otrzymał tytuł profesora nauk społecznych.
W 1974 został właścicielem Ciastkarni Jan Klimek w Chełmie Śląskim. Od 1985 jest starszym Cechu Rzemiosł Różnych w Mysłowicach, zasiadał również w zarządzie Izby Rzemieślniczej w Katowicach. Współtworzył Stowarzyszenie Cukierników, Karmelarzy i Lodziarzy RP, a także współredagował pisma „Życie Mysłowic” i „Przegląd Piekarski i Cukierniczy”. Zasiadał w Miejskiej Radzie Narodowej Mysłowic, pełniąc funkcję jej przewodniczącego (1990), następnie wykonywał mandat radnego tego miasta.
Został członkiem Stronnictwa Demokratycznego. W latach 1997–2005 sprawował mandat posła na Sejm III i IV kadencji. W 1997 został wybrany z listy Unii Wolności jako kandydat SD. W 1998 po śmierci Jana Janowskiego został przewodniczącym SD. W 2000 opuścił klub parlamentarny UW, w następnym roku zawarł porozumienie z koalicją SLD-UP w sprawie udziału SD w tym bloku. W 2001 został ponownie wybrany na posła z okręgu katowickiego. W 2005 bezskutecznie ubiegał się o reelekcję z listy SLD.
W 2006 został członkiem Europejskiego Komitetu Ekonomiczno-Społecznego, w którym dołączył do Grupy Pracodawców. Wszedł w skład Sekcji Jednolitego Rynku, Produkcji i Konsumpcji oraz Sekcji Zatrudnienia, Spraw Społecznych i Obywatelstwa. Obejmował funkcje prezesa Izby Rzemieślniczej oraz Małej i Średniej Przedsiębiorczości w Katowicach oraz wiceprezesa Stowarzyszenia Cukierników, Karmelarzy i Lodziarzy RP. Był wiceprezesem Związku Rzemiosła Polskiego, a w 2024 został prezesem tej organizacji.
W 2009 ponownie wszedł do władz krajowych SD. Podczas konfliktu wewnątrz SD, który nastąpił po wejściu do partii grupy działaczy skupionych wokół Pawła Piskorskiego, stanął po stronie przeciwników nowego przewodniczącego partii.
W październiku 2015 z ramienia Związku Rzemiosła Polskiego został członkiem nowo powstałej Rady Dialogu Społecznego.
W 2022 odznaczony Krzyżem Oficerskim Orderu Odrodzenia Polski.